# Weingarten (Pfalz)
Weingarten (Pfalz) è un comune di 1.705 abitanti della Renania-Palatinato, in Germania.
Appartiene al circondario (Landkreis) di Germersheim (targa GER) ed è parte della comunità amministrativa (Verbandsgemeinde) di Lingenfeld.